# Pangat
Pangat est un terme dans le sikhisme utilisé pour désigner l'assemblée qui se regroupe afin de prendre un repas en commun. Pangat vient du sanskrit: pankti qui signifie: une ligne, un groupe une assemblée, une compagnie. Pangat est également le synonyme du langar, le lieu, mitoyen du temple, le gurdwara, où les croyants sans distinction de caste, de sexe ou de statut social se rassemblent pour déjeuner ensemble après un office. Le pangat est important car il fait tomber les barrières officielles entre les gens; il permet aussi un partage des richesses: les plus aisés donnant de l'argent pour nourrir les croyants dans le besoin. Enfin, le pangat s'insère complètement dans la foi, la pensée sikhe car il incite tout un chacun au bénévolat, au service désintéressé appelé aussi sewa, acte obligatoire pour tout bon sikh.